# Neoporus uniformis
Neoporus uniformis är en skalbaggsart som först beskrevs av Willis Blatchley 1925.  Neoporus uniformis ingår i släktet Neoporus och familjen dykare. Inga underarter finns listade i Catalogue of Life.